# Yasmin Qureshi
Yasmin Qureshi (ur. 5 lipca 1963 w Gujrat) – brytyjska polityk, członek Partii Pracy. Z zawodu barrister. Od 2010 posłanka do Izby Gmin.

## Życiorys
Urodziła się w Pakistanie, rodzina wyemigrowała do Wielkiej Brytanii gdy Yasmin miała 9 lat. Osiedli w Watford. Ukończyła uczelnię obecnie funkcjonującą pod nazwą London South Bank University. Master of Laws uzyskała na University College London. Brała udział w misji ONZ w Kosowie w charakterze prawnika (prawo karne). Doradzała też burmistrzowi Londynu, Kenowi Livingstone'owi, w dziedzinie praw człowieka. W 2005 roku bez powodzenia kandydowała na posła do Izby gmin z okręgu wyborczego Brent East. W 2010 uzyskała mandat startując w okręgu Bolton South East i razem z Rushanarą Ali i Shabaną Mahmood została jedną z pierwszych trzech muzułmańskich kobiet w Izbie Gmin. Uzyskała reelekcję w 2015, 2017, 2019 i 2024 roku.